# Mosab Abu Toha
Mosab Abu Toha é um escritor, poeta, acadêmico e bibliotecário palestino. Seu primeiro livro de poesia, Things You May Find Hidden in My Ear (2022), ganhou o Palestine Book Award e o American Book Award, sendo também finalista do National Book Critics Circle Award e do Walcott Poetry Prize.
Abu Toha é o fundador da Biblioteca Edward Said, a primeira biblioteca de língua inglesa de Gaza. Ele foi detido pelo exército israelense em 19 de novembro de 2023, ao tentar fugir para o Egito com sua família. Dois dias mais tarde, ele foi libertado após ser violentamente interrogado e, desde então, trabalha à distância como cronista da guerra em Gaza. Ele ganhou o Prêmio Pulitzer de Comentário em 2025 por seu retrato da guerra em Gaza na revista The New Yorker.

## Juventude
Abu Toha nasceu em 1992 no campo de refugiados de Al-Shati, pouco antes da assinatura dos Acordos de Oslo. Ele se formou em Língua Inglesa pela Universidade Islâmica de Gaza. 
Em 2023, Abu Toha se formou na Faculdade de Artes e Ciências da Universidade de Syracuse, em Nova Iorque, com um mestrado em Escrita Criativa.

## Carreira
Abu Toha ensinou inglês nas escolas da UNRWA (Agência das Nações Unidas de Assistência aos Refugiados da Palestina) em Gaza de 2016 a 2019. Em 2017, fundou a Biblioteca Edward Said, uma biblioteca pública de língua inglesa em Beit Lahia, na parte norte da Faixa de Gaza. Uma filial da biblioteca foi aberta na Cidade de Gaza em 2019. Em 2019 e 2020, foi visitante na Universidade de Harvard, como bolsista Scholar at Risk do Departamento de Literatura Comparada, bibliotecário na Biblioteca Houghton e bolsista na Harvard Divinity School.
Abu Toha é colunista da Arrowsmith Press, e foi correspondente em Gaza para as revistas The Nation, Literary Hub, New York Times,  e The New Yorker.
Seus poemas foram publicados no site da Poetry Foundation e em publicações como Poetry Magazine, Banipal, Solstice, The Markaz Review, The New Arab, Peripheries, The New York Review, The Progressive, The New Yorker, e The Atlantic.
Em 2022, Abu Toha publicou seu primeiro livro de poesia, Things You May Find Hidden in My Ear, pela editora City Lights. Ganhou o Palestine Book Award e o American Book Award. Foi também finalista do National Book Critics Circle Award e do Walcott Poetry Prize.  De acordo com o New York Times, a "bem-sucedida estreia de Abu Toha contrasta cenas de violência política com a beleza natural."  Para o National Book Critics Circle, Jacob Appel escreveu: "O que faz o trabalho de Abu Toha ressoar tão fortemente é seu talento para o detalhe. Ao evitar generalizações panorâmicas, ele se concentra em imagens evocativas que capturam o drama mais amplo de seu povo." 
Em 2023, Abu Toha foi nomeado para o cargo de visitante na Syracuse University, em Nova Iorque, através da rede Scholars at Risk. Durante a primavera de 2024, atuou como instrutor e escritor residente na Universidade Americana do Cairo.

## Guerra de Gaza (2023–presente)
Em outubro de 2023, Abu Toha, sua esposa e seus filhos evacuaram sua casa em Beit Lahia e se mudaram para o campo de refugiados de Jabalia, depois de um alerta de bombardeio israelense em Beit Lahia. Em um artigo do New Yorker publicado em 6 de novembro, Toha escreveu que foi de bicicleta até Beit Lahia na tentativa de recuperar alguns livros do acervo de sua casa, mas encontrou sua casa e a área circundante destruídas. Mais tarde, forças israelenses também bombardearam Jabalia, com bombas caindo a setenta metros de onde estava Abu Toha e sua família.
Mosab Abu Toha era amigo do poeta palestino Refaat Alareer, que foi morto por um ataque aéreo israelense em 7 de dezembro de 2023. Abu Toha o homenageou compartilhando memórias de sua amizade, como colher morangos juntos e pregar peças nele no campus da universidade. Em 22 de janeiro de 2024, a jornalista Amy Goodman pediu que Abu Toha falasse sobre a importância de Refaat e sobre as circunstâncias da sua morte. Abu Toha respondeu que a morte de Refaat não foi única e que, naquele momento, o corpo de seu amigo ainda estava sob os escombros.

### Detenção pelas forças israelenses
Em 19 de novembro de 2023, Abu Toha foi detido pelas Forças de Defesa de Israel enquanto se dirigia para a passagem de fronteira de Rafá, numa tentativa de escapar da Faixa de Gaza com a sua família. Os relatórios iniciais atribuíram sua detenção aos seus recentes escritos de alta visibilidade. Autoridades americanas lhe informaram que ele e sua família poderiam cruzar a fronteira para o Egito, já que seu filho de três anos é cidadão americano. Os militares israelenses detiveram-no em um posto de controle quando ele tentava deixar o norte de Gaza em direção ao sul. Os outros membros da família receberam autorização para seguir viagem.
Transmitindo um relato da esposa de Abu Toha, a advogada palestino-canadiana Diana Buttu disse à revista Time: “Ele foi forçado a colocar o filho no chão... Todos foram forçados a andar com as mãos levantadas no ar. Ele levantou os braços no ar... [e ele e] cerca de 200 outros [palestinos] foram retirados da fila e sequestrados. Não recebemos mais notícias dele desde então.”  As Forças de Defesa de Israel justificaram a detenção de Abu Toha devido a informações que indicavam "uma série de interações entre vários civis e organizações terroristas dentro da Faixa de Gaza".
O editor online da revista New Yorker, Michael Luo, confirmou no dia 20 de Novembro que Abu Toha tinha sido "preso". Organizações que advogam pela liberdade de expressão, como PEN America e PEN Internacional fizeram apelos pela liberação de Abu Toha.
Em 21 de novembro de 2023, o programa de notícias estadunidense Democracy Now! informou que Abu Toha havia sido libertado após ser levado para uma prisão israelense no Negev e espancado, de acordo com uma declaração de Buttu. Ele foi levado a um hospital devido aos ferimentos.
Em um artigo de 2024 na revista The New Yorker, Abu Toha descreveu sua mudança para Syracuse, Nova Iorque, e os impactos de longo prazo de sua prisão, incluindo triagens secundárias em aeroportos e uma visita de agentes do FBI.
Em 2025, seus ensaios sobre a guerra de Gaza na The New Yorker  receberam o Prêmio Pulitzer de Comentário.   O prêmio citou os seus ensaios “sobre a carnificina física e emocional em Gaza, que combinam uma reportagem profunda com a intimidade das memórias para transmitir a experiência palestina” da guerra.

## Prêmios
- Prêmio Pulitzer de Comentário, 2025
- Prêmio Liberdade de Expressão da União Norueguesa de Autores (com Adania Shibli), 2025

## Obras
- Things You May Find Hidden in My Ear: Poems from Gaza. [S.l.]: City Lights Publishers. 2022. ISBN 9780872868601. OCLC 1267386450
- Forest of Noise. [S.l.]: Knopf. 2024. ISBN 9780593803974

## Links externos
- "Aterrorizado": o poeta palestino Mosab Abu Toha fala sobre ser despido, preso e espancado pelas forças israelenses. Democracia Já! no YouTube.